# Uffculme
Uffculme är en by och en civil parish i Mid Devon i Devon i England. Orten har 2 974 invånare (2011). Byn nämndes i Domedagsboken (Domesday Book) år 1086, och kallades då Offecome/Offecoma.